# 7 octobre 1971
Le jeudi 7 octobre 1971 est le 280e jour de l'année 1971.

## Naissances
- Adrienn Hormay, escrimeuse hongroise
- Bettina Wiegmann, joueuse de football allemande
- Daniel Boucher, musicien canadien
- Elena Chevtchenko, gymnaste artistique soviétique
- Ismael Urzáiz, footballeur espagnol
- Josef Bolf, peintre tchèque
- Michelle Mone, mannequin et entrepreneuse écossaise de lingerie
- Niall Bruton, athlète irlandais, spécialiste du 1 500 mètres
- P.N.A. Handschin, romancier et poète français

## Décès
- Clifton Adams (né le 1er décembre 1919), Écrivain américain
- Henry Shoemaker Conard (né le 12 septembre 1874), biologiste et botaniste
- Jimmy Gallagher (né le 7 juin 1901), footballeur américain
- Raoul Dussol (né le 11 juillet 1879), sculpteur français

## Événements
- Sortie du film French Connection
- Sortie du film L'Apprentie sorcière